# Robbie Beran
Robbie Beran (Richmond, 10 februari 2000) is een Amerikaans basketballer.

## Carrière
Beran speelde collegebasketbal voor de Northwestern Wildcats van 2019 tot 2023. Hierna speelde hij nog een seizoen voor de Virginia Tech Hokies. Hij werd niet gekozen in de NBA draft van 2024. Hij tekende zijn eerste profcontract bij de Belgische eersteklasser Kortrijk Spurs. Na een seizoen wisselde hij de BNXT League in voor de Duitse eersteklasser Niners Chemnitz net zoals John Newman III met wie hij bij Kortrijk speelde.